# Oplopisa spinipes
Oplopisa spinipes är en kräftdjursart som beskrevs av Alphonse Milne-Edwards 1878. Oplopisa spinipes ingår i släktet Oplopisa och familjen Pisidae. Inga underarter finns listade i Catalogue of Life.